# Synagoge (Sassiw)

Zeichnung der Synagoge in Sassiw (1902)

Die Synagoge in Sassiw, einem Ort in der Oblast Lwiw im Westen der Ukraine, stammt vermutlich aus dem 18ten Jahrhundert. Wann sie abgerissen oder zerstört wurde, ist nicht bekannt; es existiert jedoch ein Bild des Gebäudes von 1902.

## Architektur
Das Hauptgebäude der Synagoge bestand aus zwei Teilen gleicher Länge, nämlich dem Hauptraum mit Wänden aus horizontalen Balken, die teilweise mit Schindeln bedeckt waren, und einem zweigeschossigen Kastenbau, der wahrscheinlich unten als Vorraum diente, während oben der Raum für die Frauen war.
Zusätzlich gab es an der Nordseite einen eingeschossigen Anbau mit Halbdach.